# Sings Hank Williams
Sings Hank Williams je sedmi album Johnnyja Casha, objavljen za Sun Records 15. rujna 1960. 17. lipnja 2003. objavljeno je reizdanje Varese Sarabandea s pet bonus pjesama, od kojih su dvije bile izmijenjene verzije postojećih pjesama. Unatoč tome što naslov sugerira, samo prve četiri od dvanaest pjesama je napisao Hank Williams, dok su ostale bile verzije Cashovih pjesama.

## Popis pjesama
1. "I Can't Help It" (Hank Williams) – 1:45
2. "You Win Again" (Williams) – 2:18
3. "Hey, Good Lookin'" (Williams) – 1:41
4. "I Could Never Be Ashamed of You" (Williams) – 2:14
5. "Next in Line" – 2:48
6. "Straight A's in Love" – 2:15
7. "Folsom Prison Blues" – 2:49
8. "Give My Love to Rose" – 2:45
9. "I Walk the Line" – 2:46
10. "I Love You Because" (Leon Payne) – 2:26
11. "Come In Stranger" – 1:42
12. "Mean Eyed Cat" – 2:30

### Bonus pjesme
1. "Cold, Cold Heart" (Williams)
2. "(I Heard That) Lonesome Whistle" (Williams, Jimmie Davis)
3. "Come In Stranger"
4. "Wide Open Road"
5. "I Love You Because" - with the Gene Lowery Singers (Leon Payne)

## Ljestvice
Singlovi - Billboard (Sjeverna Amerika)
| Godina | Singl                  | Ljestvica        | Pozicija |
| ------ | ---------------------- | ---------------- | -------- |
| 1959.  | "Straight A's in Love" | Country singlovi | 16       |
| 1959.  | "Straight A's in Love" | Pop singlovi     | 84       |
| 1959.  | "I Love You Because"   | Country singlovi | 20       |
| 1960.  | "Give My Love to Rose" | Country singlovi | 13       |
| 1960.  | "Come In Stranger"     | Country singlovi | 6        |
| 1960.  | "Come In Stranger"     | Pop singlovi     | 66       |
| 1960.  | "Mean Eyed Cat"        | Country singlovi | 30       |

## Vanjske poveznice
- Podaci o albumu i tekstovi pjesama